# Adalberto Martínez
Adalberto Martínez (Cidade do México, 25 de janeiro de 1916 - 04 de abril de 2003) foi um ator mexicano que ficou mundialmente conhecido nos cinemas.

## Filmografia

### Televisão
- ¡Vivan los niños! (2002) .... Vagabundo
- Carita de ángel (2000) .... Hipólito
- La hora pico (2000) ....
- Cuento de navidad (1999) .... Beto
- Gotita de amor (1998) .... Concórdio
- Sentimientos ajenos (1996) .... Pedro
- El abuelo y yo (1992) .... Lucas
- La pasión de Isabela (1983)
- Al final del arco iris (1980) .... Resortes
- Muñeca (1974) .... Sabino

### Cinema
- Las delicias de poder (1996)
- El teatro del horror (1991) .... Tomas Albino
- Milagro en el barrio (1990)
- Pánico en la montaña (1989)
- La ley de las calles (1989)
- Viva la risa II (1989)
- No le saques, pos no le metas (1989)
- Te gustan, te las traspaso (1989)
- El francotirador fenómeno (1989)
- Día de muertos (1988)
- Viva la risa (1988)
- Casa de citas (1987)
- El hijo de Pedro Navaja (1986) .... Micky inflaus
- El superpolicia ochoochenta '880' (1986)
- Caifan del barrio (1986)
- Miracles (1986) .... Kayum - The Witchdoctor
- El exterminador nocturno (1986)
- Chiquidrácula (1985)
- Lázaro Cárdenas (1985) .... Lázaro Cárdenas
- El padre trampitas (1984)
- Pedro Navaja (1984) .... Micky inflaus
- Las modelos de desnudos (1983)
- La esperanza de los pobres (1983)
- Fieras contra fieras (1982)
- El rey de los albures (1982)
- La niña de la mochila azul 2 (1981)
- D.F./Distrito Federal (1981)
- Como México no hay dos (1981)
- El sexo sentido (1981)
- Mamá, soy Paquito (1981) .... Chambitas/Luciano Buenrostro
- Las tentadoras (1980)
- El oreja rajada (1980) .... Ramón
- A fuego lento (1980)
- El ladrón fenómeno (1980) .... Don Salvador, Terciopelo
- Cuentos colorados (1980)
- Mojado de nacimiento (1979)
- El futbolista fenómeno (1979)
- La niña de la mochila azul (1979)
- El secuestro de los cien millones (1979)
- Picardía mexicana (1978) .... Panchito
- De Cocula es el mariachi (1978)
- El Andariego (1978)
- Los Albañiles (1976) .... Patotas
- La Presidenta municipal (1975)
- La marchanta (1973)
- San Simón de los Magueyes (1973)
- Nosotros los pobres (1973)
- Los cacos (1971)
- Tacos al carbón (1971) .... El chiras pelas
- En esta cama nadie duerme (1970)
- Santo el enmascarado de plata y Blue Demon contra los monstruos (1970) .... Dancer
- Misión cumplida (1970) (as Resortes)
- Destino la gloria (1968)
- Los tres mosqueteros de Dios (1966)
- Matar es fácil (1966)
- El dengue del amor (1965)
- Los fantasmas burlones (1965)
- La risa de la ciudad (1963)
- Pilotos de la muerte (1962)
- Domingos Herdez (1962)
- Jóvenes y rebeldes (1961)
- Carnaval en mi barrio (1961)
- La Chamaca (1961)
- Suerte te dé Dios (1961) .... Barillas
- Ni hablar del peluquín (1960)
- El aviador fenómeno (1960)
- El gran pillo (1960)
- Del suelo no paso (1959)
- Música de siempre (1958)
- Manos arriba (1958)
- Quiero ser artista (1958) .... Alberto
- Échenme al gato (1958)
- Te vi en tv (1958)
- Asesinos, S.A. (1957)
- Cómicos de la Legua (1957)
- Muertos de risa (1957)
- Hora y media de balazos (1957)
- Policías y ladrones (1956)
- Los platillos voladores (1956) .... Marciano
- ¡Viva la juventud! (1956)
- El rey de México (1956)
- Cadena de mentiras (1955)
- Amor en cuatro tiempos (1955)
- Soy un golfo (1955)
- Pobre huerfanita (1955)
- Me gustan todas (1954)
- Miradas que matan (1954)
- Los Fernández de Peralvillo (1953) .... Carrana
- Mis tres viudas alegres (1953)
- Rumba caliente (1952)
- El luchador fenómeno (1952)
- El beisbolista fenómeno (1951) .... Amado Rodríguez
- ¡Baile mi rey!... (1951)
- Dicen que soy comunista (1951) .... Benito Reyes
- Barrio bajo (1950)
- Al son del mambo (1950)
- El amor no es negocio (1950)
- Confidencias de un ruletero (1949)
- Yo dormí con un fantasma (1949) .... Resortes
- El nieto del Zorro (1948)
- Voces de primavera (1948)